# Зоркий (фотоаппаратура)
«Зо́ркий» — наименование ряда дальномерных и шкальных фотоаппаратов под фотоплёнку типа 135, производившихся в СССР в 1948—1988 годах Красногорским механическим заводом (КМЗ) в городе Красногорске Московской области. Название происходит от телеграфного адреса завода, присвоенного ему во время Великой Отечественной войны.
Первая модель — «Зоркий» (не «Зоркий-1», как его нередко называют), сделанная на базе фотоаппарата «ФЭД» — практически точная копия немецкого фотоаппарата «Leica II», последующие — его модификации и оригинальные разработки.
Наиболее массовые модели: «Зоркий» (1948—1956) — изготовлено 835 502 экз, «Зоркий-С» (1955—1958) — 472 702 экз., «Зоркий-4» (1956—1973) — 1 715 677 экз., «Зоркий-4К» (1972—1980) — 524 646 экз.
Серийные фотоаппараты «Зоркий» по своим конструктивным особенностям подразделяются на несколько семейств.

## Семейство «Зоркий»
Базовая модель — собственно «Зоркий», её модификации — «Зоркий-С», «Зоркий-2», «Зоркий-2С».
Общие черты: шторный затвор, крепление объективов М39×1/28,8, зарядка снизу, раздельные видоискатель и дальномер.
Аппарат «Зоркий-2» отличается от «Зоркого» наличием автоспуска, у моделей с индексом «С» увеличена высота верхней крышки и установлен синхроконтакт.
Модель «Зоркий» является копией довоенного аппарата «ФЭД», самые первые аппараты маркировались как «ФЭД» с логотипом КМЗ, потом, до 1949 года, «ФЭД 1948 Зоркий», а с 1950 года — просто «Зоркий».
«Зоркий» комплектовались объективами «Индустар-22» 3,5/50 или «Индустар-50» 3,5/50, но встречаются варианты с объективами «ЗК-50/2» (прототип «Юпитера-8»), «ЗК-50/1,5» (прототип «Юпитера-3»). В отличие от камер «ФЭД», «Зоркий» с самого начала производства имел стандартизированный рабочий отрезок — 28,8±0,02 мм.
В 1950 году модернизирована спусковая кнопка — предусмотрено отверстие с конической резьбой под спусковой тросик.
С 1952 года алюминиевый корпус аппарата стали изготавливать методом литья под давлением, что значительно улучшило его прочность и жёсткость. До этого корпус изготавливали прессованием из трубчатой заготовки. Деформация прессованного корпуса была одной из самых распространенных неисправностей «Зорких» (как и ФЭДов).
До 1954 года применялась сквозная нумерация камер, затем ввели погодовую — первые две цифры номера соответствуют последним двум цифрам года выпуска.
До 1955 года камеры выпускались со следующим рядом выдержек: 1/20, 1/30, 1/40, 1/60, 1/100, 1/200, 1/500 с и «Z» (ручная). Часть камер, выпущенных в 1948 году, также имела выдержку 1/1000, аналогично модели «ФЭД-С». В 1955 году был изменён ряд нормированных скоростей затвора: 1/25, 1/50, 1/100, 1/250, 1/500 с и «В» (от руки).

## Семейство «Зоркий-3» и «Зоркий-4»
Представляет собой значительно усовершенствованную конструкцию первого семейства.
Базовая модель — «Зоркий-3», модификации — «Зоркий-3М», «Зоркий-3С», «Зоркий-4», «Мир», «Зоркий-4К».
Общие черты: шторный затвор с расширенным диапазоном выдержек, крепление объективов М39×1/28,8, съёмная задняя стенка корпуса, совмещённые видоискатель и дальномер. 

Различаются наличием синхроконтакта и автоспуска, набором выдержек, конструкцией механизма длительных выдержек и узла взвода затвора и перемотки плёнки.
|            |             |             |            |       |             |
| «Зоркий-3» | «Зоркий-3М» | «Зоркий-3С» | «Зоркий-4» | «Мир» | «Зоркий-4К» |

## «Зоркий-5» и «Зоркий-6»
«Зоркий-5» и «Зоркий-6» — недорогие внешне похожие модели, пришедшие на смену первым «Зорким».
Фотоаппарат «Зоркий-5» был изготовлен на основе первого «Зоркого» и унифицирован с однообъективным зеркальным фотоаппаратом «Зенит-3», а «Зоркий-6» унифицирован с однообъективным зеркальным фотоаппаратом «Зенит-3М» («Кристалл»).
Основные различия: «Зоркий-5» — зарядка фотоплёнки снизу, автоспуск отсутствует, корпус разборный; «Зоркий-6» — откидывающаяся задняя стенка, автоспуск, усовершенствованный механизм затвора, корпус литой неразборный.
Общие технические характеристики: шторный затвор со следующим рядом выдержек: 1/25, 1/50, 1/100, 1/250, 1/500 с и «В», крепление объективов М39×1/28,8, совмещённые видоискатель с диоптрийной коррекцией и дальномер с базой 65 мм, два синхроконтакта (для электронной и химической фотовспышки), курковый взвод затвора и перемотки плёнки.
Разные выпуски отличались различным написанием логотипа. Большинство аппаратов комплектовались объективами «Индустар-50» 3,5/50, реже «Индустар-22» 3,5/50 или «Юпитер-8» 2/50.
«Зорких-5» всего было выпущено 236 502 шт, «Зорких-6» — 385 207 шт.

## Фотоаппарат «Друг» («Зоркий-7»)
Серийно выпускалась только одна модель — «Друг», которая должна была сменить на рынке «Зоркий-4» и стать основой для дальнейших модификаций. Отличалась рядом оригинальных технических решений.
Новая камера имела рычажный привод взвода: рычаг выдвигался из нижней стенки камеры, нажимать на него можно было пальцами левой руки, не отрывая глаз от видоискателя. Механизм взвода позволял вести серийную съёмку со скоростью до трёх кадров в секунду, удерживая кнопку спуска и двигая рычаг (только на выдержках 1/250 с и короче).
В видоискателе были предусмотрены подсвеченные рамки для съёмки объективами с фокусным расстоянием 50 и 85 мм. Кнопку спуска разместили на передней панели камеры, что должно было снизить вероятность смаза при съёмке с рук.

## Фотоаппараты «Зоркий-10» и «Зоркий-11»
Автоматические аппараты с несменным объективом и центральным затвором.
Конструкция восходит к выпускавшимся с 1960-х годов камерам японской фирмы «Ricoh» (модели Auto 35 и Auto 35V, основное различие между которыми заключается в наличии у последней дальномера).
«Зоркий-10» — дальномерный фотоаппарат, «Зоркий-11» — его шкальный вариант.
Автомат экспозиции работает от селенового фотоэлемента.
Характерная черта — рычаг взвода расположен на нижней стенке камеры под левую руку, как и на предполагаемом прототипе фирмы «Ricoh».

## Фотоаппарат «Зоркий-12»
«Зоркий-12» — автоматический полуформатный фотоаппарат с несменным объективом и центральным затвором.
Зарядка кассетами «Рапид».